# Borås Nyheter
Borås Nyheter var en svensk dagstidning, utgiven från 6 oktober 1922 till 30 april 1951. Titeln fick tillägget  Daglig Nyhetstidning för Borås med omnejd den 1 mars 1926.

## Redaktion
Redaktionsort för tidningen var Borås hela tiden. Tidningen var organ för Folkpartiet och grundades efter att Borås Dagblad hade lagts ner 1921 och efterföljaren Borås Aftonblad inte överlevt. 1922 till 1925 var tidningen tredagarstidning måndag onsdag och fredag. Från 1926 utkom Borås Nyheter sex dagar i veckan. Tidningen lades ned 1951. Närstående tidning var Södra Älfsborg från 27 december 1925 till 21 oktober 1939.
| Period                                         | Ansvarig utgivare                                   | Titel        | Period                 | ´Redaktör        |
| 1922-09-15--1927-01-06                         | Sewerin, Per Johan                                  | journalisten | 1922-10-06--1925-07-24 | Sewerin, Johan   |
| 1927-01-07--1928-10-24                         | Blomqvist, John Harald Teodor                       | redaktören   | 1925-07-27--1927-01-12 | Person, Otto     |
| 1928-10-25--1929-10-15                         | Peterson, Carl Ivar Hilding byter namn till Tegfors | redaktören   | 1927-01-13--1928-11-30 | Blomqvist, John  |
| 1929-10-16--1937-09-16                         | Tegfors, Carl Ivar Hilding                          | redaktören   | 1928-12-01--1929-10-15 | Peterson, Ivar   |
| 1937-09-17--1943-10-01 slutdatum okontrollerat | Plühm, Axel Ruben (slutdatum osäkert)               | direktören   | 1929-10-16--1937-09-30 | Tegfors, Ivar    |
|                                                |                                                     |              | 1937-10-01--1940-08-13 | Nordqvist, Helge |
|                                                |                                                     |              | 1940-08-14--1940-12-09 | ingen uppgift    |
|                                                |                                                     |              | 1940-12-10--1943-10-01 | Plühm, Axel R.   |
|                                                |                                                     |              | 1943-10-02--1945-03-06 | Stille, Rolf     |
|                                                |                                                     |              | 945-03-07--1946-07-08  | Eriksson, Iwan   |
|                                                |                                                     |              | 1946-07-09--1949-07-30 | Thorén, Gösta    |
|                                                |                                                     |              | 1949-08-01--1951-04-30 | Ahlberg, Stig    |

## Tryckning
Förlaget som gav ut tidningen hette Aktiebolaget Borås nyheter i Borås. Tryckeri framgår av tabell liksom tryckeriteknik. Tidningen trycktes i svart på satsytor av stora format till 1944 då det blev tabloidformat på tidningen. Tidningen hade 4 till 16 sidor flest efter 1945. Typsnitt  var hela tiden antikva. Upplagan var 1928 8 400 exemplar tillsammans med Södra Älfsborg men bara dryga 2000 i egen upplaga som minskade till 1500 sista året i tidningens utgivning. Priset var 1923 6 kronor och steg sakta till 13 kronor 1940 och 18 kronor 1951.
| Period                 | Tryckeri                           | Ort   | Period                 | Tryckeriutrustning       |
| 1922-10-06--1923-12-31 | Boråstryckeriet                    | Borås | 1922-01-01--1922-12-31 | Enkelsnällpress          |
| 1924-01-02--1951-04-30 | Aktiebolag Borås nyheters tryckeri | Borås | 1926-01-01--1926-12-31 | Dubbelsnällpress Duplex  |
|                        |                                    |       | 1935-01-01--1935-12-31 | Flattrycksrotationspress |